# Junior Eurovision Song Contest 2010
Junior Eurovision Song Contest 2010 var den ottende udgave af Junior Eurovision Song Contest, og fandt sted i Minsk, Hviderusland den 20 november 2010.  Konkurrencen blev vundet af Armenien.

## Deltagere
| Land | Sprog        | Repræsentant                 | Sang                        | Dansk oversættelse               | Plads | Points |
| ---- | ------------ | ---------------------------- | --------------------------- | -------------------------------- | ----- | ------ |
| 01   | Litauen      | Bartas                       | "Oki Doki"                  | —                                | 6     | 67     |
| 02   | Moldova      | Ṣtefan Roṣcovan              | "Ali Baba"                  | —                                | 8     | 54     |
| 03   | Holland      | Anna & Senna                 | "My Family"                 | Min Familie                      | 9     | 52     |
| 04   | Serbien      | Sonja Škorić                 | "Čarobna noć" (Чаробна ноћ) | Magisk Nat                       | 3     | 113    |
| 05   | Ukraine      | Yulia Gurska                 | "Miy litak" (Мій літак)     | Mit Fly                          | 14    | 28     |
| 06   | Sverige      | Josefine Ridell              | "Allt jag vill ha"          | Alt jeg vil have                 | 11    | 48     |
| 07   | Rusland      | Sasha Lazin & Liza Drozd     | "Boy and Girl"              | dreng og pige                    | 2     | 119    |
| 08   | Letland      | Šarlote Lēnmane & Sea Stones | "Viva la Dance" (Dejo tā)   | længe leve dans (Dans sådan der) | 10    | 51     |
| 09   | Belgien      | Jill & Lauren                | "Get Up!"                   | Stå Up                           | 7     | 61     |
| 10   | Armenien     | Vladimir Arzumanyan          | "Mama" (Մամա)               | Mor                              | 1     | 120    |
| 11   | Malta        | Nicole Azzopardi             | "Knock Knock!….Boom! Boom!" | Bank Bank!….Bom! Bom!            | 13    | 35     |
| 12   | Hviderusland | Daniil Kozlov                | "Muzyki svet" (Музыки свет) | Lys af Musik                     | 5     | 85     |
| 13   | Georgien     | Mariam Kakhelishvili         | "Mari Dari"                 | —                                | 4     | 109    |
| 14   | Makedonien   | Anja Veterova                | "Eooo, Eooo"                | —                                | 12    | 38     |